# ЛГБТ-сленг
ЛГБТ-сленг (англ. LGBT slang) або гей-сленг (англ. gay slang) — арго, що містить спеціальний лексичний набір виразів, які використовуються переважно в ЛГБТ-спільноті (серед геїв, лесбійок, бісексуалів і трансгендерів). Широке поширення отримав на початку XX століття в англійській і японській мовах як засіб, за допомогою якого ЛГБТ-спільнота могла вільно висловлюватися зрозумілою тільки їй мовою. Найчастіше використовується для приховування теми розмови.
Закони проти содомії і загрози кримінального переслідування за гомосексуальність були основними причинами появи ЛГБТ-сленгу як таємної мови і як способу спілкуватися публічно, не розкриваючи при цьому свою сексуальну орієнтацію стороннім особам.
Після появи квір-досліджень в університетах, ЛГБТ-сленг став предметом академічних досліджень серед лінгвістів-антропологів.
Більшість термінів, що виникли як гей-сленг, стали частиною народного лексикону. Наприклад, слово «Drag» було популяризоване Х'юбертом Селбі-молодшим у книзі «Last Exit to Brooklyn». Це слово було додане в Оксфордський словник англійської мови (ДОО) наприкінці 19 століття. 
Також використовуються скорочені форми (абревіатури) деяких понять, які вживаються і на території України. Наприклад:
- LTR — Long Term Relations (довготривалі стосунки)
- ONS — One Night Stand (зустріч на одну ніч)
- OLS — One Life Stand (одноразовий секс заради вагітності)
- FWB — Friends With Benefits (англ. «друзі з привілеями» — друзі, що мають постійний сексуальний зв'язок)
- NSA — No Strings Attached (секс без зобов'язань)
- FWBG — Friend With Board Game (друг з настільною грою)
- 69 — поза для взаємного мінету чи кунілінгусу
- 420 — four-twenty (не проти покурити марихуану)
- 1337 або Leet — особа, яка досягла певних навичок, особливо у сфері онлайн-ігор або комп'ютерного злому. Термін «leet» походить від слова elite.

## Англійська мова

### Британія
Поларі або мова «Поларі» (англ. Polari; також Parlare, Parlary, Palare, Palarie, Palari; від італ. Parlare — говорити) — різновид сленгу, який зародився у Великій Британії на початку XX століття. Активно використовувався британською ЛГБТ-спільнотою. Сленг «Поларі» заново відродився у 1960-х з подачі комедійних акторів, які вели на ВВС популярне комедійне шоу «Round the Horne» і активно використовували вирази мови «Поларі». Попри відмінності, сучасний гей-сленг містить багато слів, запозичених з «поларі». Наприклад:
- Basket (кошик) — виступаючі через одяг чоловічі геніталії.
- Bear (ведмідь) — чоловік, який має щільну, кремезну (іноді повну) статуру, волохате тіло, носить бороду і вуса.
- Bumming (від bum — зад) — одностатевий секс.
- Chicken (курчатко) — юнак, молодий гей.
- Cottaging (від cottage — коттедж) — секс в громадському туалеті.
- Cub — молодий гей-ведмідь.
- Gym bunny/Muscle Mary (тренажерний кролик/м'язиста Мері) — людина, яка турбується тільки про свій зовнішній вигляд.
- Howdy — зачіпання до чоловіка/жінки ззаду.
- Uros — анальний секс.
- Zhoosh (від рум. zhouzho — чистий) — стиль, зачіска.
- Twink (від Twinkie) — гей-сленг, який позначає фізично привабливого чоловіка у віці від підліткового до 20 років зі стрункою статурою, з невеликою або повною відсутністю волосся на тілі. Термін часто змінюється різними дескрипторами (наприклад: femme twink, euro twink, muscle twink) і зазвичай використовується в індустрії гей-порно.
- Sissy ― це принизливий термін для хлопчика чи чоловіка, який не є традиційно маскулінним і демонструє ознаки жіночності. Зворотній образ від томбой (дівчина з чоловічими рисами чи інтересами), але має сильніші негативні відтінки.

### Південно-Африканська Республіка
Гейлі (Gayle, Gayl) — різновид сленгу, що складається з суміші англійської та африкаанс, на якому спілкуються переважно геї в Південній Африці. У «Гейлі» більшість слів є запозичені з «Поларі». Приклад використання «гейлі»:23–24:
- Abigail — аборт.
- Betty Bangles чи Priscilla — поліціянт.
- Betty Boems — секс.
- Belinia — гарний або чудовий.
- Cha Cha Palace — клуб.
- Conch — вагіна.
- Dora/Doreen/Dorette — випивка.
- Great Dane — великий пеніс.
- Hilda — потвора, некрасивий.
- Monica — гроші.
- Olive — симпатичний чоловік.
- Perunia — золотий дощ.

Фраза «Varda that Beulah! Vast mitzi. She's a chicken and probably Priscilla and I don't need Jennifer Justice in my life right now» перекладається як «Поглянь на того красеня! Якраз для мене. Він молодий і, можливо поліціянт, а у цей момент мені не потрібні неприємності з законом».

### Північна Америка
В січні 2014 року Scruff запустив додаток Gay Slang Dictionary, який включає у себе широко використовуваний сленг американською гей-спільнотою. Деякі з цих слів перетинаються з британським сленгом, а деякі — сугубо американські.
- Baby butch (baby — дитина, від butcher — м'ясник) — молода буч-лесбійка.
- Bear (ведмідь) — чоловік, який має щільну, кремезну (іноді повну) статуру, волохате тіло, носить бороду і вуса.
- Bear chaser (мисливець на ведмедів) — хлопець, якому подобаються гей-ведмеді.
- Beard (борода) — гетеро- або бісексуальний партнер, який перебуває в стосунках або шлюбі з гомосексуальним партнером протилежної статі (див. лавандовий шлюб) і приховує його орієнтацію.
- Beat off — займатися мастурбацією.
- Bi-curious (бі-зацікавлений) — людина гетеро- або гомосексуальної орієнтації, що виявляє бісексуальний інтерес, але обмежує себе в статевих зв'язках (або в гетеросексуальних, або в гомосексуальних).
- Black Jack (чорний Джек) — чорний пеніс.
- Bone (кістка) — пеніс.
- Bottom (від англ. bottom — знизу) — людина бі- або гомосексуальної орієнтації, яка надає перевагу пасивній сексуальній позиції.
- Box (коробка) — жіночі геніталії.
- Bugchaser (мисливець на жуків) — людина, яка свідомо шукає ВІЛ-позитивних сексуальних партнерів з метою заразитися вірусом.
- Bung hole — анальний отвір.
- Butch (від butcher — м'ясник) — маскулінна лесбійка.
- Cha-cha queen — тендітні латиноамериканські юнаки.
- Cocksucker (від cock — чоловічі геніталії, suck — смоктати) — людина, яка практикує феляцію у приймаючій ролі.
- Closeted або in closet (від англ. closet — шафа, in closet — в шафі) — людина, яка з певних причин приховує свою (негетеросексуальну) орієнтацію.
- Chickenhawk (від chicken — курчатко, hawk — яструб) — дорослий чоловік, якого приваблюють молоді партнери.
- Chub — гей з надмірною вагою і відсутністю волосся на тілі.
- Cub — молодий гей-ведмідь.
- Daddy (татусь) — немолодий та заможній коханець.
- Down-low (нижче плінтуса) — чоловік, який практикує секс з чоловіками, але при цьому вперто називає себе 100 % гетеросексуалом.
- Dutch Boy (голландець), Dyke tyke (від dyke — маскулінна лесбійка, tyke — малюк), Lesbro (від lesbian — лесбійка, brother — брат) — гетеросексуальний чоловік, який спілкується переважно з лесбійками або з трансгендерними жінками.
- Fag Hag (від fag, faggot — гомік, hug — обнімання) — гетеросексуальна жінка, яка спілкується переважно з геями.
- Femme (від фр. — жінка) — фемінна лесбійка.
- Gay-for-pay (гей за гроші) — гетеросексуальний чоловік, який займається гей-проституцією.
- Girlfag (від girl — дівчина, fag, faggot — гомік) — гетеро- або бісексуальна жінка, яка має потяг до чоловіків, котрі виявляють гомосексуальну поведінку.
- Guydyke (від guy — хлопець, dyke — лесбійка) — гетеро- або бісексуальний чоловік, якого приваблюють лесбійки.
- Lipstick lesbian (Lipstick — помада, lesbian — лесбійка) — досить фемінна лесбійка. Див. Ліпстік-фемінізм.
- Otter — гей з надмірною волохатістю.
- Outing — оприлюднення, публічне розголошення інформації про сексуальну орієнтацію або гендерну ідентичність людини без її на те згоди.
- Poz (позитивний (результат)) — ВІЛ-позитивна особа.
- Soft butch (soft — м'який, butch — маскулінна лесбійка) — лесбійки з андрогінною зовнішністю.
- Top (верхній) — людина бі- або гомосексуальної орієнтації, яка надає перевагу активній сексуальній позиції.
- U-Haul lesbian (лесбійка з вантажівкою для мувінгу (на прокаті з фірми «U-Haul»)) — лесбійка, котра завжди поспішає з'їхатись з новою партнеркою («кохання з першого погляду»).
- Vers (від англ. universal — універсальний) або Switch (від англ. switch — перемикати) — людина бі- або гомосексуальної орієнтації, яка однаково практикує як активну, так і пасивну сексуальні позиції.

## Німецька мова
У сучасній німецькій мові гей-сленг містить велику кількість слів англійського походження. Але цей гей-сленг також містить слова німецького походження.
- Kampflesbe (бойова лесбійка) — буч.
- Arschfotze/Boyfotze — анальний отвір.
- Boysahne (хлопчачі вершки) — сперма.
- Amphore (амфора) — стояча поза «руки в бік», характерна для деяких манірних геїв.
- Gebrochene Hand (зламана рука) — манера тримання кистей рук, при якій кисть підноситься на рівні грудей, а пальці спрямовані вниз.
- G-Punkt (G-точка) — передміхурова залоза.
- Klappe (громадський туалет) — туалети і інші громадські місця, де можна знайти партнера для сексу.
- Luftmatraze (повітряний матрас) — стюард-гей.
- Maulfotze/Mundfotze — вульгарна назва ротової порожнини.
- Oldie (старий) — гей літнього віку.
- Puppenjunge (ляльковий хлопчик) — хлопець-повія.
- Pozzcum (від англ. positiv — позитивний, cum — сперма) — сперма, що містить ВІЛ.
- Pozzen (від positiv — позитивний) — добровільне зараження ВІЛ.
- Schrankschwuchtel (від Schrank — шафа, Schwuchtel — гомік) — гей, який приховує свою сексуальну орієнтацію і живе подвійним життям.
- Schwester/Schwuppe — гомосексуальний чоловік.
- Tuntenmama — гетеросексуальна жінка, яка є найкращою подругою гея.
- Tunte — манірний гей.
- Szene (сцена) — місце тусовок геїв: гей-клуби, гей-бари, плешки тощо.